# История с кладбищем
«Исто́рия с кла́дбищем» (англ. The Graveyard Book) — детский фантастический роман британского писателя Нила Геймана, опубликованный в 2008 году одновременно в Великобритании и США с предисловием Маргарет Этвуд. Это история мальчика по имени Никто Оуэнс, которого после убийства его родителей таинственным человеком принимает на воспитание семья призраков со старого кладбища. Это первый полноценный роман автора для детей после бестселлера «Коралина», выпущенного в 2002 году. Книга получила премию «Хьюго», «медаль Ньюбери», а также премию «Локус» за лучший роман.

## Сюжет
В начале книги человек по имени Джек жестоко убивает живущую в доме у старого кладбища семью; только младшему ребёнку — безымянному на этот момент младенцу — удаётся спастись, забравшись на кладбище. Обитающие на кладбище привидения берут малыша под свою опеку, на что их благословляет Всадница на белом коне (Смерть). Мальчик получает имя и фамилию Никто (Никт) Оуэнс; о нём заботится призрачная семейная пара Оуэнсов и вампир Сайлес. Позже, когда Никто становится старше, ему находят учителей — женщину-оборотня мисс Лупеску и призрака Пенниворта, который преподаёт единственному живому «гражданину кладбища» магические науки, в том числе умение становиться невидимым. Зная, что зловещий Джек продолжает оставаться в мире живых и по-прежнему хочет убить Никта, привидения запрещают мальчику покидать кладбище.
Обследуя кладбище, Никт находит себе как друзей — в том числе привидение похороненной за оградой ведьмы Лизы и вполне живую девочку Скарлет, родители которой считают Никта «воображаемым другом» дочери — так и врагов: упыри пытаются затащить Никта в свой мирок, а в пещере под холмом Никт и Скарлет обнаруживают древнейшего обитателя кладбища, демонического Слира, охраняющего свои сокровища — нож, брошь и кубок. Подрастая, Никт начинает покидать кладбище, и по его просьбе Сайлес устраивает его в школу для обычных живых детей. Никт использует полученные от призраков умения против школьных хулиганов, и его задерживает полиция; только благодаря помощи Сайлеса Никту удаётся спастись и вернуться на кладбище.
Тем временем подросшая Скарлет после нескольких лет отсутствия возвращается в городок с кладбищем и снова встречает Никта, а также сводит знакомство с добродушным холостяком мистером Фростом — на самом деле Джеком, убийцей родителей Никта. В это время Сайлес и Лупеску отправляются в некое путешествие, как позже выясняется — на войну с орденом Джеков-на-все-руки-мастеров, к которым принадлежит и Джек Фрост. Им удаётся почти уничтожить орден, но четверо уцелевших Джеков прибывают в городок с кладбищем и присоединяются к Джеку Фросту, чтобы убить Никта. Пользуясь полученными за годы жизни на кладбище знаниями и умениями, Никт одерживает верх над членами ордена. Вернувшийся в одиночестве Сайлес помогает Никту выйти из сложной ситуации, стерев Скарлетт память. Вскоре и Сайлес, и сам Никт покидают кладбище, отправляясь каждый в своё далекое путешествие в мире живых.

## Предпосылки
Нил Гейман признаётся, что впервые идея написать эту книгу пришла к нему в 1985 году: однажды он увидел своего двухлетнего сына Майка проезжающим на трёхколесном велосипеде вокруг кладбища, напротив которого в то время жила его семья. «В тот момент я подумал, что могу написать нечто похожее на „Книгу джунглей“, переместив место действия на кладбище», — сказал писатель в интервью после получения премии Ньюбери.
Каждая глава представляется в форме рассказа, в промежутках между которыми проходит год или два жизни Никта. Некоторые главы имеют прямые аналогии с работой Редьярда Киплинга (например, глава «Псы Господни» параллельна «Охоте Каа»), также следует обратить внимание на английское название книги, дословно переводящееся как «Книга кладбища».

## Публикация книги
Одна из глав книги была ранее опубликована в виде короткого рассказа в антологии Геймана «М значит Магия» и даже выиграла премию «Локус» за лучшую новеллу. Полностью же книга была представлена 30 сентября 2008 года в США издательством HarperCollins, а 31 октября 2008 года в Великобритании издательством Bloomsbury Publishing. Обложку и внутреннее оформление американского издания выполнил давний соавтор Нила Геймана Дэйв МакКин, его иллюстрации также украшали британское издание, предназначенное для взрослых. Британское издание для детей оформил Крис Риддел.
Существует ограниченное американское издание с другой обложкой и иллюстрациями МакКина, выпущенное Subterranean Press, а также аудиокнига, озвученная самим автором, включающая версию «Пляски смерти» Сен-Санса, исполненную банджоистом-виртуозом Белой Флэком.
На русском языке книга была выпущена в 2009 году издательством «АСТ» в серии состоящей только из книг Нила Геймана. Оформление выполнил Андрей Ферез, прежде оформивший другие книги серии — «Коралину» и «Звёздную пыль», а также Бориса Акунина «Ф. М.».

## Главные герои
- Никто (Никт) Оуэнс — главный герой. Его родители и сестра были убиты, когда он был малышом, и он стал жителем кладбища. Он выучил определённые призрачные способности, такие как Растворение, Скольжение и Снохождение.
- Сайлес — опекун Никта, его учитель и консультант. Сайлеса нет в живых, но он не умер. В отличие от призраков, он может пойти к живым, чтобы приобрести продукты питания, медикаменты и другие необходимые вещи для мальчика. Является членом Почётного караула и это намекает на то, что он является вампиром, но прямого указания на это в книге нет. Позднее в интервью автор подтвердил, что Сайлес вампир.
- Джек — убийца родителей Никта. Загадочный мужчина, пытающийся убить мальчика.
- Мистер и миссис Оуэнс — призраки, приютившие главного героя, когда он был ребёнком. При жизни у этой пары не было своих детей, поэтому они называют его сыном.
- Скарлетт Перкинс  — подруга Никта.

## Оценка и награды
26 января 2009 года Американская библиотечная ассоциация назвала «Историю с кладбищем» обладателем медали Ньюбери. Работу Геймана охарактеризовали как «восхитительную смесь из убийств, фантазии, юмора и человеческого горя», отмечая «магический, запоминающийся» стиль автора. Книга получила премию Хьюго за лучший роман в 2009 году.